# ヴァルカン・クリケット
ヴァルカン・クリケット (Vulcain Cricket) は、スイスの時計メーカーのヴァルカンが1947年から販売している腕時計のシリーズ。世界初のアラーム機能つき機械式腕時計。
1986年～2000年には、ヴァルカンはスイス時計メーカーの連合であるMSRグループに入っていたため、同じスイスの時計メーカーであるレビュートーメンからレビュートメン・クリケットとして販売されていた。
ハリー・S・トルーマンやリチャード・ニクソンなど歴代アメリカ大統領が愛用した時計としても知られる。